# Jahrbuch der Psychoanalyse
Das Jahrbuch der Psychoanalyse  erscheint zweimal jährlich bei Frommann-Holzboog, einem 1727 gegründeten wissenschaftlichen Fachverlag in Bad Cannstatt. Es ist dem intellektuellen Diskurs der deutschsprachigen Psychoanalyse gewidmet und trägt den Untertitel Beiträge zur Theorie, Praxis und Geschichte.

## Gremien des Jahrbuches
| Herausgegeben von: - Angelika Ebrecht-Laermann - Elfriede Löchel - Bernd Nissen - Johannes Picht |  | Mitherausgeber: - Hermann Beland - Friedrich-Wilhelm Eickhoff - Lilli Gast - Ilse Grubrich-Simitis - Helmut Hinz - Albrecht Kuchenbuch - Horst-Eberhard Richter † - Gerhard Schneider |  | Beirat: - Wolfgang Berner - Terttu Eskelinen de Folch - M. Egle Laufer - Paul Parin † - Léon Wurmser |

## Geschichte und Inhalte
Das Jahrbuch der Psychoanalyse wurde 1960 als wissenschaftliches Forum der Deutschen Psychoanalytischen Vereinigung (DPV) mit dem Ziel gegründet, „die psychoanalytische Forschung und Behandlung, die durch den nationalsozialistischen Zivilisationsbruch schwere Einbußen erlitten hatte, so weit möglich, aus dem Exil zurückzuholen, wiederzubeleben und die Möglichkeit ihrer Entwicklung zu verbessern.“ Seitdem hat sich das Jahrbuch zu einer für alle Fachgesellschaften offenen wissenschaftlichen Zeitschrift entwickelt.
Die Rubriken des Jahrbuchs sind der klinischen Praxis, der klinischen Theorie sowie der angewandten Psychoanalyse gewidmet. Die Publikation ist nicht an eine der zahlreichen psychoanalytischen Schulen gebunden, sondern zeigt sich offen für jede Deutung, „die durch Methodentreue vor Beliebigkeit geschützt ist.“ Durch die Offenheit im Diskurs soll ein optimaler Austausch der Perspektiven und Traditionen erzielt werden. Im Zentrum jeder Publikation steht die detaillierte Dokumentation und Diskussion klinischer Arbeiten. 
Das Jahrbuch verfügt über eine lange Tradition der Veröffentlichung von relevanten Vorträgen auf internationalen Kongressen sowie der jährlichen Karl-Abraham- und Wolfgang-Loch-Vorlesungen. Herausragende Charakteristika des Jahrbuchs sind seine Interkulturalität und seine Interdisziplinarität, die durch die Beiträge ausländischer Autoren sowie den Dialog mit angrenzenden Diskursen in Wissenschaft, Kunst und Gesellschaft erreicht werden. Die derzeitigen Herausgeber haben ein Peer-Review-Verfahren bei der Auswahl und Qualitätssicherung der Einsendungen eingeführt. Ein besonderes Anliegen ist die Förderung junger Autorinnen und Autoren. 
Traditionsreich und fest verankert im Wissenschaftsbetrieb sind auch die Beihefte zum Jahrbuch, die ein breites Spektrum psychoanalytischer Diskurse abdecken.